# Vilobí del Penedès
Vilobí del Penedès település Spanyolországban, Barcelona tartományban. Lakosainak száma 1150 fő (2024).

## Földrajza
Vilobí del Penedès Font-rubí, La Granada, Les Cabanyes, Pacs del Penedès és Sant Martí Sarroca községekkel határos.

## Népesség
A település lakosságának változását az alábbi diagram mutatja:
| Lakosok száma | 725  | 911  | 1085 | 1053 | 812  | 970  | 1112 | 1090 | 1107 | 1150 |
|               | 1787 | 1900 | 1940 | 1965 | 1991 | 2004 | 2009 | 2014 | 2019 | 2024 |